# Maurizio Corgnati

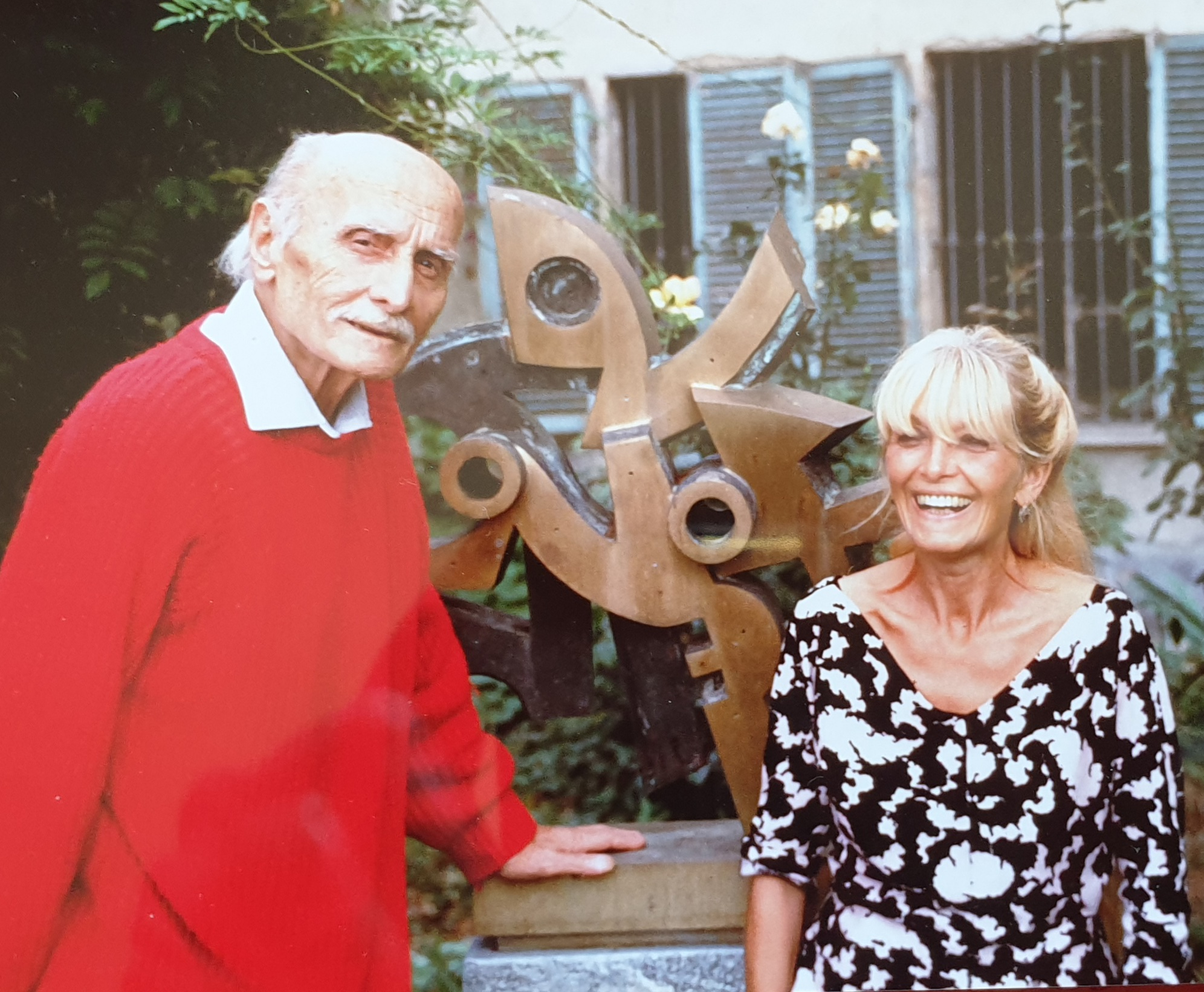
Maurizio Corgnati con la seconda moglie Letizia Di Maio

Maurizio Corgnati (Maglione, 1º agosto 1917 – Milano, 30 marzo 1992) è stato un regista cinematografico, regista televisivo, critico d'arte e produttore discografico italiano.

## Biografia
Studente di giurisprudenza, fu un attivista antifascista e venne arrestato nel 1939 per avere distribuito volantini di Giustizia e Libertà; dopo l'8 settembre 1943 fu attivo nella Resistenza.
Nel dopoguerra scrisse la sceneggiatura del film Le due verità (1953) e scrisse e diresse Opinione pubblica (1954) con Daniel Gélìn, Delia Scala e Carlo Campanini,  ottenendo un discreto successo di critica. Passò quindi alla Rai come regista (Permette? Segurini, del 1972) e sceneggiatore, curando numerose trasmissioni televisive, soprattutto musicali.
Negli anni sessanta e settanta del Novecento fu produttore discografico. Oltre a seguire la carriera artistica della moglie Milva, scoprì e lanciò la cantante Luisella Guidetti e il cantautore Paulin, e curò la pubblicazione di una serie di album di Silvana Fioresi.
Di vasta cultura, frequentò l’ambiente intellettuale torinese diventando amico di Italo Calvino, Severino Gazzelloni, Emilio Tadini e Francesco Tabusso. Si ritirò a vivere a Maglione dove nel 1985 creò il MACAM, un museo a cielo aperto d’arte contemporanea, invitando molti degli artisti suoi amici a dipingere sui muri esterni delle case. In sette anni le opere realizzate raggiunsero il numero di 105 (diventeranno 166 nel 2021).
Oltre a numerosi articoli, pubblicò libri di vario genere, fra cui i saggi di pittura Pinot Gallizio (1960) e Soldati e pittori nel Risorgimento italiano (1987), il manuale Lo scopone (1982, con Mario Soldati). Postuma uscì la raccolta di racconti Morte accidentale di una beccaccia (1995).
Morì a Milano per un tumore a 75 anni.

## Vita privata
Conobbe la cantante Milva nel 1960 alla Rai di Torino, durante la registrazione dello show Quattro passi tra le nuvole. Si sposarono nel 1961 ed egli svolse un ruolo importante nella formazione artistica della moglie. Nel 1963 nacque la loro figlia Martina, storica dell'arte. Il matrimonio terminò burrascosamente nel 1969, quando Milva si legò all'attore Mario Piave. Nel 1976 Corgnati sposò Letizia Di Maio, con cui ebbe la figlia Giuditta, medico cardiologo.